# Malattia di Marek

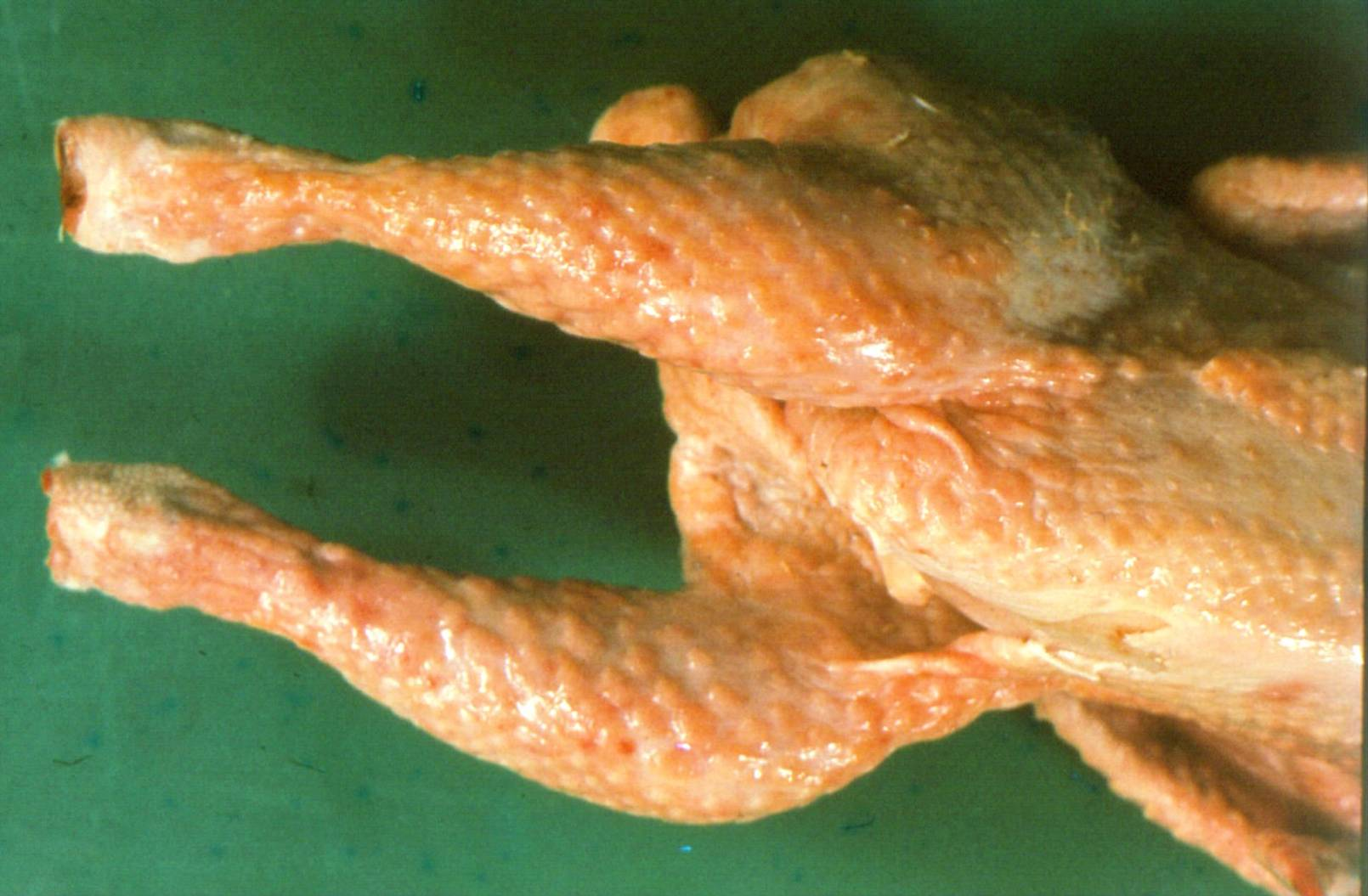
Malattia di Marek su un pollo

La malattia di Marek è una malattia infettiva dei volatili domestici. Prende il nome dal patologo ungherese József Marek, che descrisse per primo la malattia, pur non essendo in grado di dimostrarne l'eziologia virale. È stata molto studiata come modello della patogenesi dei tumori provocati dagli oncovirus.

## La causa
Il virus della malattia di Marek costituisce un genere a sé della famiglia delle Herpesviridae; è molto resistente nell'ambiente ed è in grado di provocare la trasformazione neoplastica delle cellule che infetta.

## La trasmissione
Gli animali infetti eliminano il virus mediante la perdita delle piume e la desquamazione della cute; protetto dalla cheratina, il virus entra a far parte del pulviscolo ambientale e viene facilmente inalato dagli altri capi dell'allevamento.

## Specie colpite
È una malattia caratteristica di polli e tacchini da allevamento, e soprattutto dei genotipi più specializzati per la produzione di uova e di carne; pare che gli uccelli selvatici siano resistenti all'infezione.

## Patogenesi
Il virus infetta inizialmente i linfociti B, provocando la deplezione degli organi linfoidi; in queste cellule si ha una replicazione virale incompleta, cioè si formano dei virioni privi di envelope, incapaci di sopravvivere nell'ambiente. Dopo circa 2 settimane il virus, attraverso il sangue, raggiunge i follicoli delle piume, dai quali è diffuso nell'ambiente. Successivamente si ha l'infezione latente dei linfociti T, che vanno incontro a trasformazione neoplastica; compaiono infiltrazioni neoplastiche (linfoma) a carico dei nervi periferici (nella forma classica della Malattia di Marek) e di fegato, rene, ovaio, muscoli (nella cosiddetta forma viscerale della malattia).

## Sintomatologia
Nella forma classica si ha paralisi locomotoria (paralisi di Marek), in quella viscerale disfunzioni degli organi colpiti.
Inizialmente l'animale cammina a fatica e con passo pesante. Nei giorni successivi si dimostra fiacco e poco propenso a camminare. Passa molto tempo accovacciato. Nelle fasi terminali perde il controllo delle zampe.
Perde appetito e beve poco.
La malattia sembra non colpire individui adulti (oltre i 3-6 mesi). Vi è la possibilità che colpisca esemplari anziani. La patologia è particolarmente registrata all’inizio della stagione calda e quando comincia la muta del piumaggio.
Se si nota un animale con la seguente patologia è consigliabile allontanarlo dal resto del gruppo per cercare di ridurre le possibilità di contagio.

## Profilassi
Per prevenire la malattia è necessario vaccinare gli animali molto precocemente: il primo giorno di vita o addirittura ancora in ovo.
Il vaccino contro la Malattia di Marek fu il primo vaccino in grado di prevenire forme tumorali.